# Panamski dokumenti
Panamski dokumenti zajemajo 11,5 milijona dokumentov, ki jih od tajnega vira prejel in z Mednarodnim konzorcijem raziskovalnih novinarjev (ICIJ, angl. International Consortium of Investigative Journalists) delil nemški časopis Süddeutsche Zeitung, ICIJ pa je aprila 2016 prek mednarodnih partnerjev (vključno z medijskima hišama The Guardian in BBC) objavil prvi sveženj dokumentov. Panamski dokumenti razkrivajo podrobnosti o skritih finančnih poslih svetovnih politikov, javnih uradnikov, zvezdnikov in drugih javnih oseb, ki se preko podjetij s sedežem v davčnih oazah izmikajo plačilom davkov.

## Ozadje
Skrivni dokumenti izvirajo iz odvetniške družbe Mossack Fonseca s sedežem v Panami in podružnicami v Hongkongu, Miamiju, Zürichu in več kakor 35 drugih krajih po svetu. Družbo sta leta 1977 ustanovila Jürgen Mossack in Ramón Fonseca. Med storitvami podjetja so ustanovljanje podjetij v t. i. »offshore« območjih oziroma davčnih oazah, upravljanje ustanovljenih »offshore« podjetij ter upravljanje z bogastvom. V času afere je imelo podjetje vek kot 500 zaposlenih v 40 državah sveta ter je bilo pooblaščeno za upravljanje več kot 300.000 podjetij, katerih večina je bilo registriranih v Združenem kraljestvu ali davčnih oazah pod britansko upravo.
Aprila 2016 je bilo podjetje Mossack Fonseca četrta največja »offshore« odvetniška družba v svetovnem merilu. Sodelovala je z največjimi svetovnimi finančnimi ustanovami, kot so Deutsche Bank, HSBC, Société Générale, Credit Suisse, UBS, Commerzbank in Nordea.

## Razkritje
Tajni vir je nemški časopisni hiši Süddeutsche Zeitung ponudil veliko količino dokumentov že več kot eno leto pred razkritjem prvega dela teh dokumetov aprila 2016. Časopis je dokumente sprejel, sčasoma pa začel pridobivati čedalje več gradiva – v obdobju enega leta je pridobil za 2,6 terabajta podatkov, povezanih z družbo Mossack Fonseca.
Skupno gradivo vsebuje podatke o 214.488 navideznih podjetjih, ki so v povezavi z javnimi uslužbenci, ter vsebuje 11,5 milijona različnih dokumentov, ki so nastali v družbi Mossack Fonseca od 70-ih let 20. stoletja do leta 2015. Med podatki so elektronska sporočila, finančne preglednice, potni listi in dokumenti o poslovanju podjetij, ki razkrivajo skrivne lastnike bančnih računov in podjetij na 21 sodnih območjih v davčnih oazah, od Nevade do Singapurja in Britanskih Deviških otokov.
Novinarji, ki so raziskovali gradivo, so med seboj komunicirali le prek šifriranih kanalov, kar jim je omogočalo brezimnost, ki so jo zahtevali zaradi lastne varnosti.
Podatke so za analiziranje razdelili okoli 400 novinarjem v 107 medijskih organizacijah v več kot 80 državah. Po več kot enem letu so 3. aprila 2016 objavili prvo poročilo skupaj s 149 dokumenti, V začetku maja se pričakuje razkritje nadaljnih podatkov, vključno s seznamom vseh vključenih podjetij. 

## Vpleteni

### Posamezniki
Zgodnja objavljena poročila kažejo finančne ali vplivanjske povezave številnih pomembnih politikov in njihovih sorodnikov s podjetji v davčnih oazah, nekaj od njih je navedenih v nadaljevanju.
- Islandski premier Sigmundur Davíð Gunnlaugsson in njegova žena sta imela na skrivaj podjetje s sedežem na Britanskih Deviških otokih, ki je med finančno krizo v državi hranilo na milijone dolarjev v islandskih bančnih obveznicah.[2] Po razkritju so 5. 4. 2016 na Islandiji izbruhnili množični protesti, ki se jih je udeležilo okoli 10.000 ljudi. Islandski premier je še isti dan odstopil.[15][16]
- Dokumenti razkrivajo, da so sodelavci ruskega predsednika Vladimirja Putina na skrivaj prenesli kar 2 milijardi dolarjev prek bank in skrivnih podjetij.[2] Putinov tiskovni predstavnik Dmitrij Peskov je novinarjem dejal, da je namen objave informacij diskreditacija predsednika pred prihajajočimi volitvami in da se Kremelj ne bo odzval na same razkrite podatke zaradi pomanjkanja podrobnosti.[17]
- V sodelovanje z družbo Mossack Fonsece je bil vpleten tudi oče britanskega premierja Ian Cameron, borzni posrednik in multimilijonar. Družba Mossack Fonsece, je pomagala Cameronov investicijski sklad Blairmore Holdings Inc. obvarovati pred plačilom britanskih davkov. Odvetniška pisarna je investicijski sklad registrirala v Panami, čeprav so bili najpomembnejši vlagatelji Britanci, Cameron pa ga je nadziral od ustanovitve leta 1982 do svoje smrti leta 2010.[2] Tiskovna predstavnica britanskega premierja je glede vpletenosti britanskega premierja v afero dejala: »To je zasebna zadeva, osredotočeni smo na delo vlade.«[17]
- Med vpletenimi politiki so še na primer iraški premier Ajad Alawi, argentinski predsednik Mauricio Macri, ukrajinski predsednik Petro Porošenko, nekdanji britanski poslanec Michael Mates in sodelavec nekdanjega grškega premierja Antonisa Samarasa Stavros Papastavrou.[18]